# Nel van Vliet

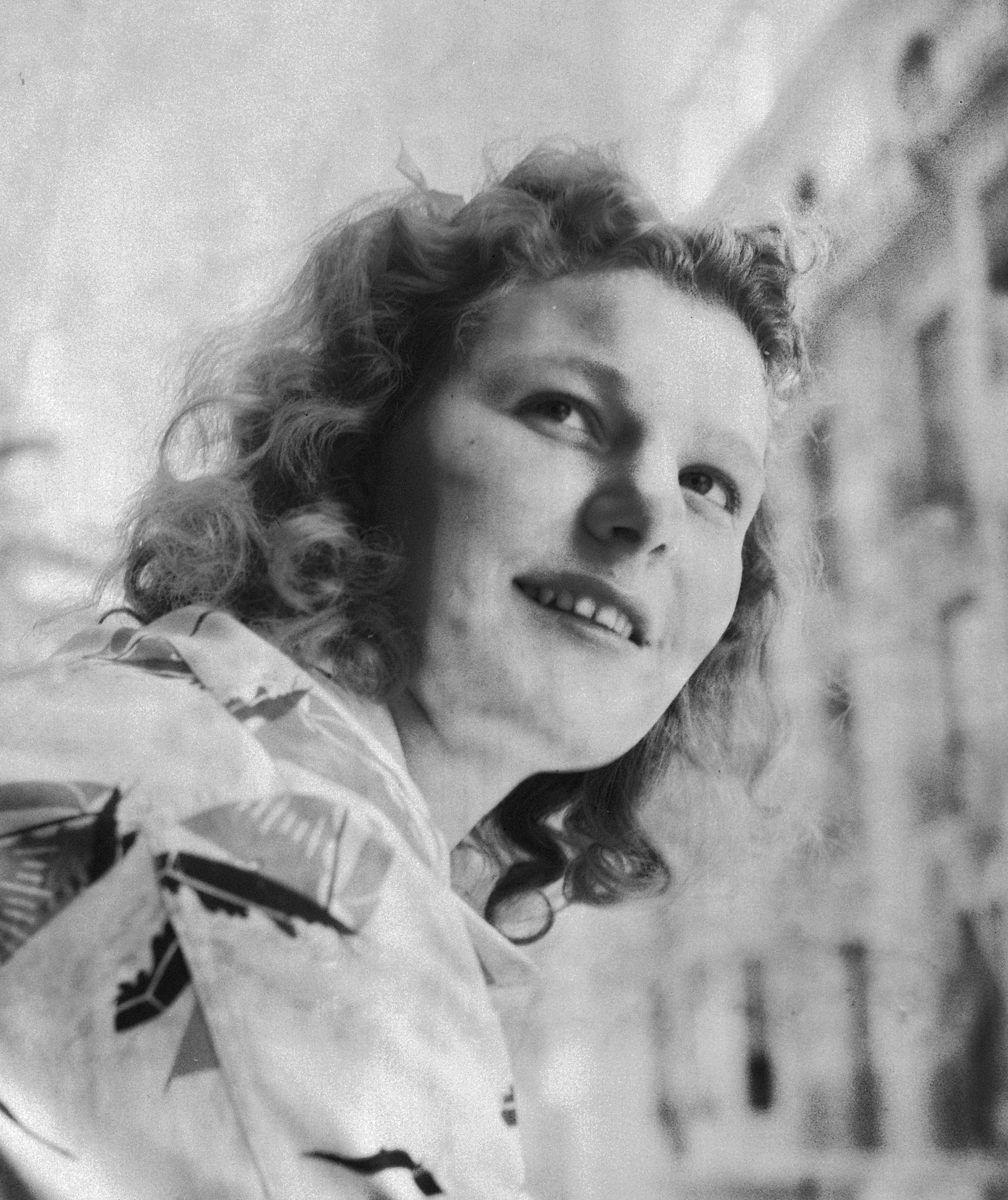
Nel van Vliet (1947)

Petronella (Nel) van Vliet (Hilversum, 17 januari 1926 - Naarden, 4 januari 2006) was een Nederlands zwemster.
Tijdens de Olympische Spelen van Londen in 1948 won zij het goud op de 200 meter schoolslag, in een olympisch record van 2:57,2. In 1947 was zij in Monaco al Europees kampioene geworden op dezelfde afstand. Gedurende haar sportcarrière vestigde zij vijftien wereldrecords. In het begin had ze problemen met de inschrijving voor internationale wedstrijden, doordat haar vader haar destijds vergeten was aan te melden bij de burgerlijke stand. Na haar actieve sportloopbaan werd zij zweminstructrice.
Eén week nadat zij de olympische titel had behaald, werd haar medaille bij een inbraak gestolen. Jaren later gaf het IOC toestemming om een kopie te maken. Deze werd haar op 19 november 2004 overhandigd door NOC*NSF-voorzitter Erica Terpstra.
Van Vliet huwde op 11 november 1949 te Hilversum met Loek Koudijs. Het stel kreeg drie dochters, het huwelijk hield alleen niet lang stand. Ze overleed in 2006 op 79-jarige leeftijd.

## Galerij
1924: Lucy Morton ·
1928: Hilde Schrader ·
1932: Clare Dennis ·
1936: Hideko Maehata ·
1948: Nel van Vliet ·
1952: Éva Székely ·
1956: Ursula Happe ·
1960: Anita Lonsbrough ·
1964: Galina Prozoemensjtsjikova ·
1968: Sharon Wichman ·
1972: Beverley Whitfield ·
1976: Marina Kosjevaja ·
1980: Lina Kačiušytė ·
1984: Anne Ottenbrite ·
1988: Silke Hörner ·
1992: Kyoko Iwasaki ·
1996: Penelope Heyns ·
2000: Ágnes Kovács ·
2004: Amanda Beard ·
2008: Rebecca Soni ·
2012: Rebecca Soni ·
2016: Rie Kaneto ·
2020: Tatjana Schoenmaker ·
2024: Kate Douglass